# Marienkirche (Upfingen)

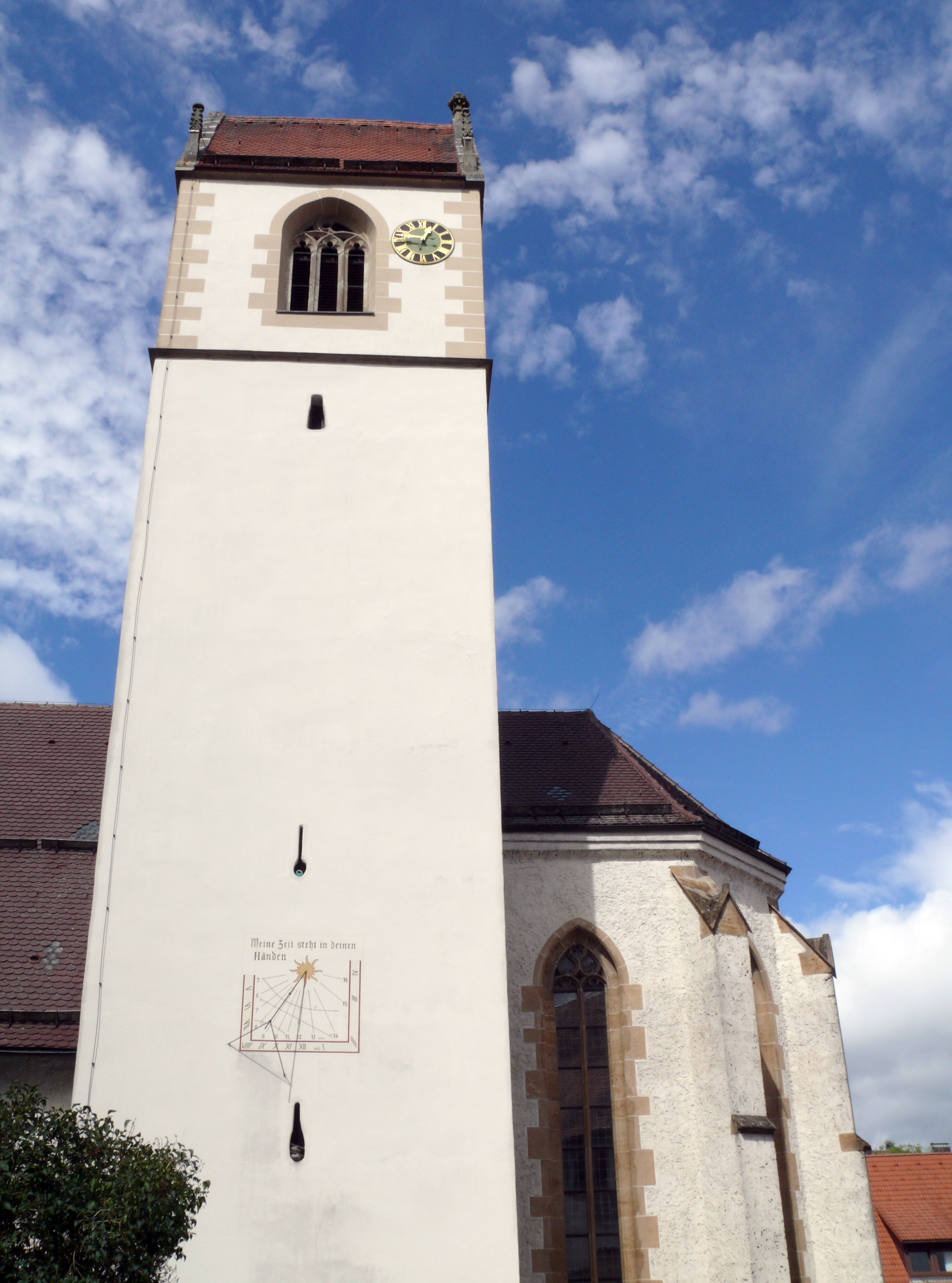
Glockenturm und Chor der Marienkirche, gesehen von Südosten

Die evangelische Marienkirche in Upfingen, einem Ortsteil der Gemeinde St. Johann im Landkreis Reutlingen, Baden-Württemberg, wurde ab dem Jahr 1448 erbaut und zuletzt 1992 renoviert.

## Bau- und Kirchengeschichte
Graf Ludwig I. von Württemberg stellte am 4. Juli 1449 dem ersten Priester Heinrich Diel den Bewilligungsbrief zur Errichtung des Kirchengebäudes aus. Sie war zunächst auch als Wallfahrtskirche geplant, was ihre für den Ort relativ monumentale Erscheinung erklärt. Im Zuge der Reformation wurde die Marienkirche 1534 evangelisch, als Martin Linder, der damalige Geistliche in Upfingen, zu dem neuen Glauben übertrat.
Die Marienkirche besitzt einen gotischen Chor mit Kreuzgewölbe. In ihrem heutigen Ausbau hat sie ungefähr 350 Sitzplätze.

## Ausstattung

### Wandgemälde
Aus der Frühzeit der Kirche stammt das Wandbild des Christophorus an der Südwand des Kirchenschiffes, 4,20 Meter hoch gegenüber dem Eingang. Es gibt an der Nordwand des Chores ein weiteres Wandgemälde, und zwar mit dem Motiv der Schutzmantelmadonna und Jesus Christus. Vermutlich wurde es von dem wohl an Epilepsie leidenden Graf Ludwig II. von Württemberg oder seiner Mutter Mechthild von der Pfalz gestiftet. Des Grafen Wallfahrten nach Upfingen werden nämlich erwähnt. Möglicherweise stammen die Fresken aus der Schule des Malers und Kupferstechers Martin Schongauer.

### Taufstein
Die kunstvolle Steinmetzarbeit des Taufsteins wird auf die Zeit um 1530 datiert. Er könnte von Christoph von Urach, dem Künstler der Amanduskirche Bad Urach geschaffen sein.

### Glasmalerei
Aus der Spätrenaissance um das Jahr 1600 haben sich für süddeutsche Kirchen (evangelisch wie katholisch) sehr seltene Beispiele von Glasmalerei erhalten, nämlich in zwei neuzeitlichen, klarverglasten Fenstern je eine farbige Einlage, aus Resten von Kabinett- oder Wappenscheiben aus dem Jahr 1607 gestaltet. Im linken Fenster ist erkennbar vor allem ein Stier, wohl als Symbol des Evangelisten Lukas, darunter eine Inschrift mit der Erwähnung von Johannes Scheerer, damals fürstlicher Kellermeister auf der Festung Hohentwiel; rechts mehrere allegorische Motive (Zeit und Macht, Leben und Tod, ein sich für seine Jungen aufopfernder Pelikan als Christussymbol) sowie die Namenserwähnung von Christoph Gastpar, dem damaligen Klosterverwalter von Denkendorf. Es ist bisher nicht geklärt, in welcher Beziehung diese Glasmalerei zur Marienkirche Upfingen steht, jedenfalls standen die genannten herzoglichen Beamten in Bausachen mit dem bekannten württembergischen Renaissance-Baumeister Heinrich Schickhardt im Dienst- und Briefverkehr und stammen nicht aus Upfingen. Stilistisch und glasmaltechnisch könnten diese Scheiben von dem Augsburger Glasmaler Achilles Miller stammen, der 1608 vergleichbare Kunstwerke für die evangelische Dreifaltigkeitskirche Haunsheim geschaffen hat.

### Sonstiges
Die Barockorgel des Orgelbauers Hagemann stammt aus dem Jahr 1777.
Seit Langem nicht mehr vorhanden ist ein Hurenstuhl, ein spezieller Kirchenstuhl für Frauen, die wegen „Unzucht“ bestraft wurden. Noch 1790 existierte ein solcher Schandstuhl in der Kirche von Upfingen. Eine Diskussion über angebliche Berechtigung und Nutzen des Hurenstuhls gibt Johann Ferdinand Schlez in seiner Chronik von 1794 eines anderen Dorfes wieder.

## Gegenwart
Größere Renovierungsarbeiten an der Kirche wurden zuletzt 1992 vorgenommen.
Die Evangelische Kirchengemeinde Upfingen gehört zur Evangelischen Gesamtkirchengemeinde Upfingen-Sirchingen im Kirchenbezirk Bad Urach-Münsingen der Evangelischen Landeskirche in Württemberg. Gottesdienste finden jeden Sonntag in der Marienkirche statt. Darüber hinaus wird die Kirche für Konzerte genutzt.